# (28) Bellona
(28) Bellona – planetoida z grupy pasa głównego planetoid. 

## Odkrycie i nazwa
Planetoida została odkryta 1 marca 1854 roku w obserwatorium w Düsseldorfie przez Roberta Luthra.
Nazwa planetoidy pochodzi od staroitalskiej bogini wojny Bellony.

## Orbita
Planetoida okrąża Słońce w ciągu 4 lat i około 230 dni, w średniej odległości 2,78 j.a.